# Afrodromia reducta
Afrodromia reducta är en tvåvingeart som beskrevs av Smith 1969. Afrodromia reducta ingår i släktet Afrodromia och familjen dansflugor. Inga underarter finns listade i Catalogue of Life.